# Auzat
Auzat település Franciaországban, Ariège megyében. Lakosainak száma 562 fő (2022. január 1.). Auzat Aulus-les-Bains, Lercoul, Le Port, Alins, Lladorre, Val-de-Sos, La Massana közösség és Ordino közösség községekkel határos.

## Népesség
A település népessége az elmúlt években az alábbi módon változott:
| Lakosok száma | 949  | 847  | 760  | 593  | 567  | 521  | 488  | 469  | 501  | 562  |
|               | 1968 | 1982 | 1990 | 2006 | 2013 | 2015 | 2017 | 2019 | 2020 | 2022 |

## Híres szülöttjei
- Jean Sérafin labdarúgó, edző